# Arcidiocesi di Seleucia di Isauria
L'arcidiocesi di Seleucia di Isauria (in latino Archidioecesis Seleuciensis in Isauria) è una sede soppressa del patriarcato di Antiochia e una sede titolare della Chiesa cattolica.

## Storia
Seleucia di Isauria, corrispondente alla città di Silifke in Turchia, è l'antica sede metropolitana della provincia romana di Isauria nella diocesi civile d'Oriente e nel patriarcato di Antiochia.
La sede è conosciuta anche come Seleucia Trachea. Secondo la tradizione santa Tecla avrebbe subito il martirio a Seleucia, dove sorgeva un importante santuario. Nei Miracoli della santa sono menzionati i vescovi Samo e Giovanni I.
In una Notitia episcopatuum antiochena della seconda metà del VI secolo, Seleucia compare all'ottavo posto nell'ordine gerarchico delle sedi metropolitane del patriarcato di Antiochia, e le sono attribuite 24 diocesi suffraganee: Claudiopoli, Diocesarea, Olba, Dalisando, Sebela, Celenderi, Anemurio, Tiziopoli, Lamo, Antiochia Minore, Nefeli, Cestro, Selinonte, Jotapa, Filadelfia, Irenopoli, Germanicopoli, Musbanda, Domeziopoli, Sbida, Zenopoli, Adraso, Meloe e Neapoli.
Nel corso dell'VIII secolo l'Isauria passò sotto il controllo del patriarcato di Costantinopoli; nelle Notitiae Episcopatuum di questo patriarcato, la sede di Seleucia è menzionata in diverse occasioni dal IX al XII secolo. In queste Notitiae il numero delle suffraganee varia tra 23 e 25 diocesi.
Il primo vescovo noto à Agapio, che prese parte al concilio di Nicea del 325. Altri metropoliti sono noti per la loro partecipazione alle grandi assisi conciliari dei primi secoli cristiani: Simposio a Costantinopoli nel 381, Dessiano a Efeso nel 431, Basilio a Calcedonia nel 451, Teodoro a Costantinopoli nel 553, Macrobio ancora a Costantinopoli nel 680-681 e al concilio in Trullo del 691-692.
I sigilli vescovili hanno restituito i nomi di 4 metropoliti di Seleucia, documentati dall'VIII all'XI secolo
Dal XVII secolo Seleucia di Isauria è annoverata tra le sedi arcivescovili titolari della Chiesa cattolica; la sede è vacante dal 31 agosto 1971.

## Cronotassi

### Arcivescovi greci
- Agapio † (menzionato nel 325)
- Neona † (prima del 359 - 360 deposto)
- Simposio † (menzionato nel 381)
- Samo †
- Massimo † (all'epoca di Giovanni Crisostomo)
- Dessiano † (menzionato nel 431)
- Giovanni I †
- Basilio † (prima del 448 - dopo il 458)
- Costantino † (inizi del VI secolo)
- Solone † (inizi del VI secolo)
- Stefano † (prima del 517/518 - dopo il 533)[3]
- Teodoro † (menzionato nel 553)
- Eugenio † (prima del 564 - dopo il 571)
- Macrobio † (prima del 680 - dopo il 692)
- Andronico † (VIII/IX secolo)[4]
- Giuliano † (X secolo)[5]
- Giovanni II † (XI secolo)[6]
- Niceta † (XI secolo)[7]

### Arcivescovi titolari
I vescovi di Seleucia di Isauria appaiono confusi con i vescovi di Seleucia Pieria, perché nelle fonti citate le cronotassi delle due sedi non sono distinte.
- Guillaume Du Nozet † (17 marzo 1621 - 20 novembre 1626 deceduto)
- Antonio Santacroce † (1º marzo 1627 - 12 agosto 1630 nominato cardinale presbitero dei Santi Nereo e Achilleo)
- Girolamo Grimaldi-Cavalleroni † (25 febbraio 1641 - 30 agosto 1655 confermato arcivescovo di Aix)
- Odoardo Cibo † (28 luglio 1670 - 13 ottobre 1689 nominato patriarca titolare di Costantinopoli)
- Andrea Santacroce † (12 dicembre 1689 - 24 gennaio 1701 nominato arcivescovo, titolo personale, di Viterbo e Tuscania)
- Giambattista Patrizi † (6 febbraio 1702 - 16 dicembre 1715 nominato cardinale)
- Tomás José Ruiz Montes † (5 febbraio 1716 - 15 marzo 1723 nominato arcivescovo, titolo personale, di Oviedo)
- Vincenzo Antonio Alemanni Nasi † (22 novembre 1723 - 26 marzo 1735 deceduto)
- Bartolomeo Felice Guelfi Camaiani † (7 settembre 1772 - prima del 27 aprile 1773 deceduto)
- Giuseppe Maria Doria Pamphilj † (27 febbraio 1773 - 14 febbraio 1785 nominato cardinale presbitero di San Pietro in Vincoli)
- Rafael Múzquiz Aldunate † (1º giugno 1795 - 20 luglio 1801 nominato arcivescovo di Santiago di Compostela)
- Tommaso Arezzo † (29 marzo 1802 - 8 marzo 1816 nominato cardinale presbitero di San Pietro in Vincoli)
- Gabriele Ferretti † (29 luglio 1833 - 19 maggio 1837 nominato arcivescovo, titolo personale, di Montefiascone)
- Giuseppe Maria Mazzetti, O.Carm. † (15 febbraio 1838 - 14 luglio 1850 deceduto)
- Nicolás Luis Lezo Garro † (3 ottobre 1850 - 5 ottobre 1854 deceduto)[8]
- Antonio Maria de Lorenzo † (28 novembre 1898 - 2 novembre 1903 deceduto)
- Edward Gilpin Bagshawe, C.O. † (17 gennaio 1904 - 6 febbraio 1915 deceduto)
- Thomas Francis Kennedy † (17 giugno 1915 - 28 agosto 1917 deceduto)
- Francesco Marchetti Selvaggiani † (16 febbraio 1918 - 30 giugno 1930 nominato cardinale presbitero di Santa Maria Nuova)
- Julien-Jean-Guillaume Conan † (5 dicembre 1930 - 11 ottobre 1944 deceduto)
- Alfonso Carinci † (15 dicembre 1945 - 5 dicembre 1963 deceduto)
- William Mark Duke † (11 marzo 1964 - 31 agosto 1971 deceduto)